# Mark Hinkle
Mark W.A. Hinkle (n. 28 de enero de 1951) es un activista y empresario estadounidense, libertario. Es el Secretario general del Partido Libertario de los Estados Unidos. Fue elegido por los delegados en la convención nacional libertaria del 2010 en St. Louis el 30 de mayo de 2010.
En 2010, se postuló para el 15.o distrito del Senado de California, puesto que estaba vacante desde que el republicano Abel Maldonado fue nombrado gobernador de Lieutenant. Perdió contra Sam Blakeslee en las elecciones especiales el 17 de agosto de 2010.